# Западня (фильм, 1928)
«Западня» (англ. The Noose) — американская немая драма 1928 года режиссёра Джона Фрэнсиса Диллона, экранизация одноимённой пьесы Уилларда Мака. Ричард Бартелмесс, исполнивший в фильме главную роль, был номинирован за свою работу на премию «Оскар» в 1929 году. Уцелевшая копия фильма хранится в Нью-Йоркском музее современного искусства.

## Сюжет
Экс-жена мошенника выходит замуж за губернатора, и мошенник видит возможность заработать немного денег, угрожая разоблачить прошлое своей бывшей жены, если губернатор не будет платить ему. Сын мошенника — также преступник, который не хочет, чтобы его маму разоблачили, и решает остановить своего отца, но все получается не так, как он планировал.

## В ролях
- Ричард Бартелмесс — Ники Элкинс
- Монтегю Лав — Бак Гордон
- Роберт Эмметт О'Коннор — Джим Конли
- Джей Итон — Томми
- Лина Баскетт — Дот
- Телма Тодд — Филлис
- Эд Брэйди — Сет Макмиллан
- Элис Джойс — миссис Бэнкрофт
- Эмиль Шотар — священник
- Ромейн Филдинг — судья